# Londrina
Londrina (offiziell: Município de Londrina; deutsch: Klein-London) ist eine Großstadt im brasilianischen Bundesstaat Paraná. Sie hat laut  Volkszählung 2022 insgesamt 555.965 Einwohner. Londrina, dessen Bewohner Londrinenser genannt werden, ist damit die zweitgrößte Stadt Paranás und die viertgrößte Stadt Südbrasiliens. Die Gemeindefläche beträgt rund 1652,6 km². Sie ist Sitz der Metropolregion Londrina. 
Nach der ca. 380 km entfernten Staatshauptstadt Curitiba und dem ca. 100 km entfernten Maringá gilt sie als drittgrünste Stadt Brasiliens. Der Flughafen Londrina befindet sich am Südostrand der Stadt und bietet Linienflüge in andere brasilianische Städte.

## Geografie
Londrina befindet sich im Hügelland der Region Nordparaná nahe der Grenze zum Bundesstaat São Paulo.

## Geschichte
Das Gründungsdatum von Londrina ist der 10. Dezember 1934. 

## Klima
|                       | Jan   | Feb   | Mär   | Apr   | Mai   | Jun  | Jul  | Aug  | Sep   | Okt   | Nov   | Dez   |   |         |
| Mittl. Tagesmax. (°C) | 29,6  | 29,7  | 29,7  | 28,0  | 24,4  | 23,2 | 23,5 | 25,8 | 26,4  | 28,7  | 29,4  | 29,4  | ⌀ | 27,3    |
| Mittl. Tagesmin. (°C) | 19,6  | 19,5  | 18,7  | 16,6  | 13,5  | 12,0 | 11,5 | 12,8 | 14,5  | 16,7  | 17,8  | 19,0  | ⌀ | 16      |
|                       |       |       |       |       |       |      |      |      |       |       |       |       |   |         |
| Niederschlag (mm)     | 211,4 | 186,1 | 136,1 | 111,1 | 117,7 | 89,6 | 65,0 | 48,7 | 121,2 | 131,3 | 161,4 | 208,1 | Σ | 1.587,7 |

| 19,6 |

| 19,5 |

| 18,7 |

| 16,6 |

| 13,5 |

| 12,0 |

| 11,5 |

| 12,8 |

| 14,5 |

| 16,7 |

| 17,8 |

| 19,0 |

| 19,6 |

| 19,5 |

| 18,7 |

| 16,6 |

| 13,5 |

| 12,0 |

| 11,5 |

| 12,8 |

| 14,5 |

| 16,7 |

| 17,8 |

| 19,0 |

## Demografie
| Herkunft          | Prozent |
| ----------------- | ------- |
| Weiß              | 74,2 %  |
| Pardo (Mischling) | 18,3 %  |
| Asiatisch         | 3,6 %   |
| Schwarz           | 3,4 %   |
| Indigen           | 0,3 %   |

Quelle: Censo 2000

## Kommunalpolitik
Londrina wird durch die Stadtpräfektur (prefeitura municipal mit dem Bürgermeister prefeito municipal) und die Câmara Municipal (Stadtrat mit einem Präsidenten) verwaltet.
Stadtpräfekt für die 17. Legislaturperiode ist seit 2017 Marcelo Belinati Martins, der den Progressistas (PP) angehört und bei der Kommunalwahl in Brasilien 2020 für die Amtszeit von 2021 bis 2024 wiedergewählt wurde.

### Liste der Stadtpräfekten
| Nr. | Name                              | Von  | Bis                |
| --- | --------------------------------- | ---- | ------------------ |
| 1   | Willie da Fonseca Brabazon Davids | 1936 | 1940               |
| 2   | Hugo Cabral                       | 1947 | 1951               |
| 3   | Milton Ribeiro de Menezes         | 1951 | 1955               |
| 4   | Antonio Fernandes Sobrinho        | 1955 | 1959               |
| 5   | Milton Ribeiro de Menezes         | 1959 | 1963               |
| 6   | José Hosken de Novaes             | 1963 | 1969               |
| 7   | Dalton Fonseca Paranaguá          | 1969 | 1973               |
| 8   | José Richa                        | 1973 | 1977               |
| 9   | Antonio Casemiro Belinati         | 1977 | 1982               |
| 10  | José Antonio Del Ciel             | 1982 | 1983               |
| 11  | Wilson Rodrigues Moreira          | 1983 | 1988               |
| 12  | Antonio Casemiro Belinati         | 1989 | 1992               |
| 13  | Luiz Eduardo Cheida               | 1993 | 1996               |
| 14  | Antonio Casemiro Belinati         | 1997 | 2000               |
| 15  | Jorge Scaff                       | 2000 | 2000               |
| 16  | Nedson Luiz Micheleti             | 2001 | 2008               |
| 17  | José Roque Neto                   | 2009 | 2009               |
| 18  | Barbosa Neto                      | 2009 | 2012               |
| 19  | José Joaquim Ribeiro              | 2012 | 20. September 2012 |
| 20  | Gerson Araújo                     | 2012 | 2012               |
| 21  | Alexandre Kireeff                 | 2013 | 2016               |
| 22  | Marcelo Belinati                  | 2017 | 2020               |
| 23  | Marcelo Belinati                  | 2021 | 2024               |

### Gemeindegliederung
Londrina ist in acht Distrikte (distritos) gegliedert: Espírito Santo, Guaravera, Irerê, Lerroville,  Maravilha Londrina, Paiquerê, São Luiz und Warta.

## Wirtschaft
Größter Wirtschaftszweig der Stadt ist der Sojaanbau, gefolgt von Kaffeeanbau und anderen landwirtschaftlichen Erzeugnissen.

## Sehenswürdigkeiten
Zu den Sehenswürdigkeiten der Stadt Londrina gehören die Kathedrale und die Igapó-Seen und die Einkaufszentren Catuaí im Südwesten sowie Royal Plaza im Stadtzentrum.
Im Norden befindet sich neben einer Autorennstrecke das Estádio do Café, Heimspielstätte der örtlichen Fußballmannschaft Londrina EC.

## Städtepartnerschaften
- Mdoukha, Libanon
- León, Nicaragua
- Toledo, Vereinigte Staaten
- Nishinomiya, Japan
- Nago, Japan
- Guimarães, Portugal
- Modena, Italien
- Zhenjiang, Volksrepublik China

## Persönlichkeiten

### Söhne und Töchter der Stadt
- Assíria Nascimento (* 1960), Gospelsängerin, Gattin Pelés
- Rogério Romero (* 1969), Schwimmer
- Paula Macedo Weiß (* 1969), Autorin, Kuratorin und Juristin
- Giovane Élber (* 1972), Fußballspieler
- Héber Lopes (* 1972), Fußballschiedsrichter
- Giba (* 1976), Volleyballspieler
- Michelle Alves (* 1978), Model
- Fábio César Montezine (* 1979), katarisch-brasilianischer Fußballspieler
- Naldo (* 1982), deutsch-brasilianischer Fußballspieler
- Jádson (* 1983), Fußballspieler
- Flavia de Oliveira (* 1983), Model
- Fernandinho (* 1985),  Fußballspieler
- Henrique Pacheco de Lima (* 1985), Fußballspieler
- Rafinha (* 1985), deutsch-brasilianischer Fußballspieler
- Adelly Santos (* 1987), Hürdenläuferin
- Renan Foguinho (* 1989), Fußballspieler
- J. V. Horto (* 1990), Autorennfahrer
- Tatiane da Silva (* 1990), Leichtathletin
- Lívia Avancini (* 1992), Kugelstoßerin
- Renan Souza Diniz (* 1993), Fußballspieler
- Alexsandro Melo (* 1995), Leichtathlet
- Luísa Canziani (* 1996), Politikerin
- Marcão (* 1996), Fußballspieler
- Daiane Limeira (* 1997), Fußballspielerin
- Lucas Henrique Mazetti (* 2001), Fußballspieler

### Mit Londrina verbunden
- Geraldo Majella Agnelo (1933–2023), Erzbischof von Salvador da Bahia, davor Erzbischof von Londrina